# Mlini
Mlini (italsky Molini di Breno) je vesnice a přímořské letovisko v Chorvatsku v Dubrovnicko-neretvanské župě, spadající pod opčinu Župa Dubrovačka. Nachází se asi 10 km jihovýchodně od Dubrovníku. V roce 2011 zde žilo celkem 943 obyvatel.
Vesnice je napojena na silnici D8. Sousedními vesnicemi jsou Brašina, Soline, Srebreno a Zavrelje.